# 無冕天使
無冕天使是香港無綫電視時裝劇集，於1983年首播，由李司棋、石修 、劉江、馮志豐、周秀蘭等主演，共有15集。
劇集由擔任綽號「無冕皇帝」記者李司棋的採訪經歷，帶出並影射多件當時轟動香港的新聞，包括「九龍皇帝」曾灶財、「算術神童」羅文輝、以及油麻地地鐵站女生失蹤事件
。

## 演員列表
| 演员   | 角色                                |
| ------ | ----------------------------------- |
| 李司棋 | 葉亭（記者）                        |
| 石修   | 康子橋（採訪主任）                  |
| 劉江   | 曾阿財（影射九龍皇帝曾灶財）        |
| 馮志豐 | 黃家偉 / 偉仔（影射算術神童羅文輝） |
| 周秀蘭 | 鍾美娟                              |
| 南紅   | 美娟母親                            |
| 高妙思 | 伊娃                                |
| 石堅   | 葉亭外公                            |
| 駱應鈞 | 楊彼得 / 葉亭表弟                   |
| 朱小寶 | 朱綿綿                              |